# Haveli Lakha
Haveli Lakha (en ourdou : حویلی لكهّا) est une ville pakistanaise, située dans le district d'Okara, dans le nord de la province du Pendjab.
La ville est située à environ 180 kilomètres au sud-ouest de Lahore.
La population de la ville a été multipliée par plus de quatre entre 1972 et 2017 selon les recensements officiels, passant de 18 276 habitants à 78 277. Entre 1998 et 2017, la croissance annuelle moyenne s'affiche à 2,2 %, un peu inférieure à la moyenne nationale de 2,4 %. En 2023, la population de la ville monte à 122 389 habitants.
|            | 1972 (rec.) | 1981 (rec.) | 1998 (rec.) | 2017 (rec.) | 2023 (rec.) |
| ---------- | ----------- | ----------- | ----------- | ----------- | ----------- |
| Population | 18 276      | 27 633      | 52 207      | 78 277      | 122 389     |